# اعتلال الصفيحة النووية
اعتلال الصفيحة النووية (بالإنجليزية: Laminopathies)‏ هي نادرة وراثية تسبب اضطراب ق ق مجموعة من الطفرات في البروتينات ترميز جينات الصفيحة النووية. وشملت هذه هي في مصطلح عام envelopathies النووية أكثر من صيغت في عام 2000 للأمراض المرتبطة عيوب المغلف النووي. ومنذ التقارير الأولى من laminopathies في أواخر 1990s، وزيادة جهود البحث قد بدأت لكشف الدور الحيوي للبروتينات الغلاف النووي في الخلايا والأنسجة في سلامة الحيوانات.

## العلامات والأعراض
تتنوع الأعراض السريرية لاعتلالات الصفيحة النووية وغيرها من اعتلالات الغلاف النووي بشكل كبير، إذ تشمل سوء التغذية العضلي القلبي و/أو هيكلي، والحثل الشحمي والسكري، وخلل التنسج، واعتلال الأعصاب أو الجلد، وحثل المادة البيضاء والشيخوخة المبكرة. تتطور غالبية هذه الأعراض بعد الولادة، إذ تظهر نموذجيًا خلال مرحلة الطفولة أو المراهقة. مع ذلك، قد تسبب بعض اعتلالات الصفيحة النووية الموت المبكر، وقد تكون طفرات الصفيحة النووية «بي 1» (الجين «إل إم إن بي 1») مميتة قبل الولادة أو خلالها.

## العلاج
في الوقت الحالي، لا يوجد علاج لاعتلالات الصفيحة النووية إذ يقتصر العلاج إلى حد كبير على تخفيف الأعراض والدعم. يمكن إجراء العلاج الطبيعي و/أو جراحة العظام لدى المرضى المصابين بسوء التغذية العضلي. قد تؤدي اعتلالات الصفيحة النووية المؤثرة على عضلة القلب إلى قصور القلب، ما يستلزم العلاج باستخدام عدد من الأدوية بما في ذلك مثبطات «إيه سي إي»، وحاصرات بيتا ومناهضات الألدوستيرون، بينما يتطلب اضطراب النظم القلبي، الذي يحدث بشكل دوري لدى هؤلاء المرضى، ناظمة قلبية اصطناعية أو مقوم نظم قلب قابل للزرع. قد تشمل العلاجات المستخدمة للاعتلالات العصبية أدوية النوبات والتقبض.

## البحوث
أدى التقدم الأخير في كشف الآليات الجزيئية المسؤولة عن تشكيل البروجيرين السام في اعتلالات الصفيحة النووية، التي تؤدي بدورها إلى الشيخوخة المبكرة، إلى فتح المجال أمام تطوير علاج مستهدف. تحدث عملية تحويل البريلامين «إيه» وشكله المرضي البروجيرين إلى الفارنيسيل بواسطة إنزيم ناقلة الفارنيسيل. يمكن استخدام مثبطات ناقلة الفارنيسيل (إف تي آي إس) بشكل فعال في تخفيف الأعراض في كلا نظامي نموذجي الفئران الخاصين بالشيخوخة المبكرة، بالإضافة إلى عكس التشكل المورفولوجي النووي الشاذ في المستنبتات الخلوية البروجيرينية. يُستخدم بالفعل نوعان من مثبطات ناقلة الفارنيسيل، لونافارنيب وتيبيفارنيب، كدواءين فمويين مضادين للأورام لدى البشر، إذ من الممكن استخدامهما لاحقًا كسبيل لعلاج الأطفال المصابين بالشيخوخة المبكرة الناتجة عن اعتلال الصفيحة النووية. تمتلك أدوية ثنائي الفوسفات المحتوية على النيتروجين والمستخدمة في علاج هشاشة العظام تأثيرًا خافضًا لإنتاج ثنائي فوسفات الفارنيسيل، ما يقلل بالتالي من تحول البريلامين «إيه» إلى فارنيسيل. قد تتمكن الاختبارات على هذه الأدوية من إثبات فعاليتها في علاج الشيخوخة المبكرة أيضًا. يمثل استخدام قليلات النوكليوتيد المضادة للاتجاه لتثبيط تخلق البروجيرين في الخلايا المصابة إحدى السبل الأخرى التي تخضع حاليًا للبحث المتعلق بتطوير الأدوية المضادة للبروجيرين.

## وصلات خارجية
- GeneReview/NIH/UW entry on LMNA-Related Dilated Cardiomyopathy